# ファミリーと永遠の命
「ファミリーと永遠の命」（ファミリーとえいえんのいのち、原題: "The Family of Blood"）は、2007年6月2日に BBC One で初めて放送された、イギリスのSFドラマ『ドクター・フー』第3シリーズ第9話。ポール・コーネルが自身とケイト・オーマンで構想を練って執筆した『ドクター・フー』小説 Human Nature を、彼がドラマエピソード化した二部作の後編である。前編の「ジョン・スミスの恋」は5月26日に放送された。なお邦題「ファミリーと永遠の命」は2012年2月18日に LaLa TV で放送された際のものであり、Huluでは「ファミリー・オブ・ブラッド」という別邦題で配信されている。
本作では、ファミリーと呼ばれる異星人が1913年のイングランドのボーディングスクールとその近辺の村を襲撃し、長命の異星人のタイムトラベラーである10代目ドクターのエッセンスを封じた懐中時計を捜索する。
Doctor Who Magazine のインタビューで、エグゼクティブ・プロデューサーのラッセル・T・デイヴィスは、「ジョン・スミスの恋」と「ファミリーと永遠の命」は『ドクター・フー』の視聴者には暗すぎるかもしれないと特徴づけた。2008年に両作はヒューゴー賞映像部門短編部門にノミネートされた。

## 制作
ジョン・スミスの結婚とリメンブランス・デーの記念碑のシーンはランダフ大聖堂で撮影された。学校として使用された建物は個人住宅で、ブレコンから南に数マイルのen:Bwlch に位置する1級イギリス指定建造物である Treberfydd である。
クリケットボールのスタントやカートライトの家のシーンなど他のシーンは、カーディフのセント・ファガンズ国立歴史ミュージアムで撮影された。
ドクターに植え付けられたジョン・スミスの記憶では彼の両親はシドニーとバリティであると信じられており、これは番組のオリジナルの制作者であるバリティ・ランバートとシドニー・ニューマンに由来する。

### 連続性
学校でラティマーが懐中時計を開いた際、ドクターが「消えた花嫁」でラクノスの女王と戦うクリップ映像が流れる。
「時の終わり」パート2（2010年）では、10代目ドクターが再生の前に過去のコンパニオンに挨拶をして回るが、この時にジョーンの日記を収録した本の著者である彼女の孫娘の下を訪れる。ドクターのために本にサインをした際に彼女は彼が誰であるか気づき、ジョーンが幸せだったか彼に問われて幸せな生涯を送ったと答え、ドクターに同じ質問を問いかけた。

### 小説との違い
本作は前話「ジョン・スミスの恋」と同様に小説 Human Nature をドラマ化したものである。テレビ版エピソードと異なり、小説版のドクターは7代目で、彼の旅のコンパニオンはベニーであった。登場する異星人もファミリーではなく、テレビ版新シリーズでは滅亡した惑星ガリフレイからやって来たシェイプシフターとされた。

## 評価
「ファミリーと永遠の命」と共に、「ジョン・スミスの恋」は2008年ヒューゴー賞映像部門短編部門にノミネートされた。10代目ドクター役デイヴィッド・テナントはこの二部作で2007年 Constellation Award 最高男性パフォーマンス賞を受賞した。
2008年にデイリー・テレグラフは両作を『ドクター・フー』の歴史の中で7番目に良いエピソードであるとした。2009年の Doctor Who Magazine の読者人気投票で、「ジョン・スミスの恋」と「ファミリーと永遠の命」は全期間の『ドクター・フー』のストーリーで16位にランクインした。2014年に  Doctor Who Magazine の読者を対象に行われた調査では、両作は9位に位置付けられた。IGNのマット・ウェールズは、この二部作がテナントがドクター役で在任した間の最高のエピソードであるとし、驚くほどの出来栄えと表現してテナントの演技を称賛した。